# ديان بيتس
ديان بيتس (بالإنجليزية: Dianne Bates)‏ هي كاتِبة أسترالية، ولدت في 20 مارس 1948 في سيدني في أستراليا.